# Omar Jiménez Flores
Omar Gustavo Jiménez Flores  (Chiclayo, 30 de agosto de 1960) es un médico y político peruano. Fue presidente del Gobierno Regional de Tacna durante el periodo 2015-2018. Actualmente, desde 2019, se encuentra en prisión preventiva por una investigación de cohecho pasivo impropio. 

## Biografía
Hijo de Guillermo Jiménez Silva y Natividad Flores Guillen. Hizo sus estudios primarios en Santa María de Fátima y secundarios en el Colegio José Santos Chocano en Lima. Posteriormente, cursó estudios de medicina humana en la facultad de medicina de San Fernando de la Universidad Nacional Mayor de San Marcos.
Su participación política se inició en las elecciones regionales del 2010 en las que fue candidato a consejero regional por la provincia de Tacna por el movimiento Recuperemos Tacna sin éxito. En 2014 postula a las elecciones regionales para la presidencia regional de Tacna con el Movimiento Cívico Peruano. En la primera vuelta, celebrada el 5 de octubre quedó en el primer lugar de las preferencias electorales, delante del candidato Jacinto Gómez Mamani.
Al no haber alcanzado ninguno de los candidatos el 30% de los votos emitidos, Jiménez y Gómez compitieron en segunda vuelta por la presidencia regional. El 7 de diciembre fue elegido presidente de la región Tacna en la segunda vuelta de las elecciones regionales para el periodo 2015-2018 por el Movimiento Cívico Peruano.
En noviembre de 2018 renunció al cargo cuando fue detenido por presuntamente formar parte de una organización criminal "Los Limpios de Tacna" dedicada al tráfico de terrenos que involucró a la gestión municipal de Luis Torres Robledo.